# Estrid de los Abodritas
Estrid (o Astrid) de los Abodritas (circa 979-1035) fue una reina consorte sueca y princesa de los eslavos occidentales casada con el rey Olaf Skötkonung, además de madre del rey Anund Jacobo y de la reina (gran princesa) y santa rusa Ingegerd Olofsdotter.

## Biografía
La leyenda dice que Estrid fue llevada a Suecia como botín de una guerra en la zona eslava occidental de Mecklemburgo. Los más probable es que fuera ofrecida para el matrimonio como ofrenda de paz por su padre, un jefe tribal de los polabios abodritas. Se cree que consigo llevó una gran dote que introdujo la influencia eslava en la Suecia del momento, sobre todo en la artesanía.
Su esposo tenía una amante, Edla, que también venía de la misma zona y que probablemente fue llevada a Suecia en la misma época. El rey trataba a Edla y Estrid de la misma forma y dio a su hijo y sus dos hijas con Edla los mismos privilegios que a los de Estrid, aunque fue con Estrid con quien se casó y a quien hizo su reina.
La reina Estrid fue bautizada junto a su esposo, sus hijos y gran parte de la corte sueca en 1008, cuando la familia real se convirtió al cristianismo. Aun con esto, el rey prometió respetar la libertad de culto –Suecia no sería cristiana hasta la última guerra de religión entre Inge el Viejo y Blot-Sven de 1084-1088–.
Snorri Sturluson escribió sobre ella, diciendo que era cruel con los hijos de Edla (Emund, Astrid y Holmfrid): «La reina Estrid era arrogante e incomprensiva con sus hijastros, de modo que el rey envió a su hijo Emund a Wendland, donde fue criado por sus parientes maternos».
No se sabe mucho de la personalidad de Estrid. Sturluson la menciona como una amante de la pompa y el lujo, así como dura y estricta respecto a sus sirvientes.

## Hijos
- Ingegerd Olofsdotter (circa 1001-1054), gran princesa de Kiev, llamada Ana en Rusia y casada con Yaroslav I el Sabio, príncipe de Nóvgorod y Kiev.
- Anund Jacobo (circa 1010-1050), rey de Suecia, sucedió a su padre Olaf Skötkonung alrededor de 1022.